# Jones Valley
La Jones Valley (in lingua inglese: Valle Jones) è una valle coperta di neve situata tra i West Prongs e l'Elliott Ridge, nella parte meridionale del Neptune Range, che fa parte dei Monti Pensacola in Antartide.
La valle è stata mappata dall'United States Geological Survey (USGS) sulla base di rilevazioni e foto aeree scattate dalla U.S. Navy nel periodo 1956-66.
La denominazione è stata assegnata dall'Advisory Committee on Antarctic Names (US-ACAN) in onore del luogotenente James G.L. Jones, della U.S. Navy, membro del gruppo che passò l'inverno del 1958 alla Stazione Ellsworth.